# Jonathan Nossiter
Jonathan Nossiter (Washington, USA, 21 de novembro de 1961) é um cineasta, cronista e sommelier com atuação em vários países, inclusive o Brasil.

## Biografia
Nascido nos Estados Unidos, filho de um jornalista, Jonathan Nossiter cresceu em Paris e morou ainda na Inglaterra, Itália, Grécia e Índia. Estudou artes plásticas (pintura) na escola Beaux Arts, em Paris, no Instituto de Artes de São Francisco e História da Grécia Antiga, na Universidade de Dartmouth, antes de dedicar-se ao teatro e ao cinema.
Sua estréia na direção de um longa-metragem foi em 1991, com Resident Alien, uma comédia sobre o fim da boemia nova-iorquina, que mistura documentário e ficção. Entre seus filmes, destacam-se ainda a comédia de humor negro"Sunday (1997), escrita em parceria com James Lasdun,  exibido na mostra em Cannes e vencedor dos prêmios de melhor filme e melhor roteiro no Festival de Sundance; : Signs & Wonders (2000), selecionado para a mostra competitiva do Festival de Berlim e filmado em Atenas, na Grécia, e Mondovino, um documentário sobre práticas pouco ortodoxas da indústria vinícola. Trabalhou ainda como diretor assistente dos teatros Newcastle Playhouse e King's Head, na Inglaterra, e como assistente do diretor Adrian Lyne no filme Atração Fatal (1987).
Além de seus conhecimentos de cinema, Nossiter é sommelier, já desenvolveu cartas de vinho e treinou equipes de diversos restaurantes em Nova York, Paris e Rio de Janeiro e escreveu para as revistas New York Magazine, Wine & Food e The Forward.  Escreveu um livro,“Gosto e poder”, a partir das filmagens de seu documentário Mondovino.
Defende enfaticamente os vinhos naturais e orgânicos e assumiu a bandeira dos pequenos produtores nacionais em sua luta contra os interesses da grande indústria, que, segundo Nossiter, pressionam o governo para criar medidas protecionistas a seu favor.
Em 2010, filmou no Brasil, com um elenco internacional, a comédia "Rio Sex Comedy", na qual faz piada da visão estereotipada que os estrangeiros têm do Brasil.